# Migné-Auxances

Migné-Auxances este o comună în departamentul Vienne, Franța. În 2009 avea o populație de 6,066 de locuitori.